# Sila trëch
Sila trëch (in russo Сила трёх?) è il terzo album in studio della girl group russa Serebro, pubblicato il 27 maggio 2016 dalla Monolit.
Il disco Include 15 canzoni in russo e in inglese insieme ad un remix. Il titolo dell'album, che inizialmente si sarebbe dovuto intitolare 925 e che sarebbe dovuto uscire alla fine del 2015, è stato confermato insieme alla copertina e alla lista tracce il 26 aprile 2016.

## Tracce
Download digitale
1. Malo tebja – 3:45 - (Ol'ga Serjabkina, Maksim Fadeev)
2. Kiss – 3:26 - (Ol'ga Serjabkina, Maksim Fadeev)
3. Mi Mi Mi – 3:13 - (Ol'ga Serjabkina, Maksim Fadeev)
4. Pereputala – 3:35 - (Ol'ga Serjabkina, Maksim Fadeev)
5. Chocolate – 3:33 - (Ol'ga Serjabkina, Maksim Fadeev)
6. My Money (feat. Molly) – 3:49 - (Ol'ga Serjabkina, Maksim Fadeev)
7. Sexy Ass – 3:41 - (Ol'ga Serjabkina, Maksim Fadeev)
8. Blood Diamond (feat. Yellow Claw) – 3:09 - (Eyelar Mirzazadeh, Thom Bridges, Leonardo Roelandschap, Jim Taihuttu, Nils Rondhuis, Max Oude Weernink, Thom Bridges)
9. Ne nado bol'nee – 4:30 - (Ol'ga Serjabkina, Maksim Fadeev)
10. See You Again – 4:07 - (Ol'ga Serjabkina, Maksim Fadeev)
11. Otpusti menja – 3:52 - (Ol'ga Serjabkina, Maksim Fadeev)
12. Get Lost with Me – 3:53 - (Ol'ga Serjabkina, Maksim Fadeev)
13. Ja tebja ne otdam – 4:11 - (Ol'ga Serjabkina, Maksim Fadeev)
14. Storm – 4:16 - (Ol'ga Serjabkina, Maksim Fadeev)
15. Ugar – 3:40 - (Ol'ga Serjabkina, Maksim Fadeev)
16. My Money (feat. Molly) [Remix] – 3:41 - (Ol'ga Serjabkina, Maksim Fadeev)